# Aneomochtherus lepidus
Aneomochtherus lepidus là một loài ruồi trong họ Asilidae. Aneomochtherus lepidus được Loew miêu tả năm 1871.